# Cirey-sur-Blaise
Cirey-sur-Blaise je francouzská obec v departementu Haute-Marne v regionu Grand Est. Žije zde 109 obyvatel.

## Geografie
Přes obec protéká řeka řeka Blaise.

### Sousední obce
| Růžice kompasu | Arnancourt | Doulevant-le-Château | Charmes-en-l'Angle Charmes-la-Grande | Růžice kompasu |
| Růžice kompasu | Blumeray   | Sever                |                                      | Růžice kompasu |
| Růžice kompasu | Blumeray   | Cirey-sur-Blaise     |                                      | Růžice kompasu |
| Růžice kompasu | Blumeray   | Jih                  |                                      | Růžice kompasu |
| Růžice kompasu | Beurville  |                      | Bouzancourt                          | Růžice kompasu |